# Пиріжнянська сільська рада
Пирі́жнянська сільська́ ра́да — адміністративно-територіальна одиниця та орган місцевого самоврядування в Кодимському районі Одеської області. Адміністративний центр — село Пиріжна.

## Загальні відомості
Пиріжнянська сільська рада утворена в 1953 році.
- Територія ради: 28,95 км²
- Населення ради: 1 322 особи (станом на 2001 рік)

## Історія
Одеська обласна рада рішенням від 30 жовтня 2009 року у Кодимському районі перейменувала Пиріжненську сільраду на Пиріжнянську.

## Населені пункти
Сільській раді підпорядковані населені пункти:
- с. Пиріжна

## Населення
Згідно з переписом УРСР 1989 року чисельність наявного населення сільської ради становила 1501 особа, з яких 640 чоловіків та 861 жінка.
За переписом населення України 2001 року в сільській раді мешкало 1319 осіб.

### Мова
Розподіл населення за рідною мовою за даними перепису 2001 року:
| Мова       | Відсоток |
| ---------- | -------- |
| українська | 99,24 %  |
| російська  | 0,45 %   |
| білоруська | 0,08 %   |
| болгарська | 0,08 %   |
| гагаузька  | 0,08 %   |
| молдовська | 0,08 %   |

## Склад ради
Рада складається з 12 депутатів та голови.
- Голова ради: Шевчук Людмила Володимирівна

### Депутати
За результатами місцевих виборів 2010 року депутатами ради стали:

#### За суб'єктами висування
| Суб'єкт висування                                       | Кількість обраних депутатів | %    |
| ------------------------------------------------------- | --------------------------- | ---- |
| Партія регіонів                                         | 12                          | 75   |
| Самовисування                                           | 3                           | 18,8 |
| Політична партія Всеукраїнське об'єднання «Батьківщина» | 1                           | 6,3  |

#### За округами
| № округу                                                | Прізвище, ім'я, по батькові   | Дата визнання обраним | Освіта             | Партійна приналежність                        | Відомості про обраного депутата                                                                               |
| ------------------------------------------------------- | ----------------------------- | --------------------- | ------------------ | --------------------------------------------- | --- |
| Партія регіонів                                         |                               |                       |                    |                                               | |
| 1                                                       | Каган Сергій Михайлович       | 01.11.2010            | вища               | позапартійний                                 | Пиріжнянський навчально-виховний комплекс «Загальноосвітня школа І-ІІІ ст.- ліцей», директор                  |
| 2                                                       | Кравець Катерина Юхимівна     | 01.11.2010            | середня спеціальна | член Партії регіонів                          | Пиріжнянський навчально-виховний комплекс «Загальноосвітня школа І-ІІІ ст.- ліцей», вчитель початкових класів |
| 3                                                       | Тонкоглас Анатолій Фотійович  | 01.11.2010            | середня спеціальна | позапартійний                                 | СТОВ «Перемога», механізатор                                                                                  |
| 4                                                       | Курка Олена Михайлівна        | 01.11.2010            | вища               | член Партії регіонів                          | фельдшерсько-акушерський пункт с. Пиріжна, стоматолог                                                         |
| 5                                                       | Соколова Валентина Василівна  | 01.11.2010            | середня спеціальна | член Партії регіонів                          | Пиріжнянська сільська рада, соціальний працівник                                                              |
| 7                                                       | Шпаченко Олег Іванович        | 01.11.2010            | середня спеціальна | позапартійний                                 | Бритавське лісництво, лісник                                                                                  |
| 8                                                       | Склярук Оксана Михайлівна     | 01.11.2010            | середня спеціальна | член Партії регіонів                          | Пиріжнянська сільська рада, головний бухгалтер                                                                |
| 9                                                       | Шепітко Людмила Василівна     | 01.11.2010            | вища               | член Партії регіонів                          | Пиріжнянська сільська рада, головний бухгалтер                                                                |
| 11                                                      | Серебрій Тетяна Марківна      | 01.11.2010            | середня спеціальна | позапартійна                                  | Пиріжнянський навчально-виховний комплекс «Загальноосвітня школа І-ІІІ ст.- ліцей», бібліотекар               |
| 13                                                      | Серебрій Валентина Іванівна   | 01.11.2010            | вища               | позапартійна                                  | Пиріжнянська сільська рада, секретар                                                                          |
| 15                                                      | Пенчак Анатолій Володимирович | 01.11.2010            | середня спеціальна | позапартійний                                 | тимчасово не працює                                                                                           |
| 16                                                      | Костенко Микола Федотович     | 01.11.2010            | середня спеціальна | член Партії регіонів                          | пенсіонер |
| Політична партія Всеукраїнське об'єднання «Батьківщина» |                               |                       |                    |                                               | |
| 6                                                       | Обжелянська Тетяна Василівна  | 01.11.2010            | вища               | член Всеукраїнського об'єднання «Батьківщина» | Пиріжнянський навчально-виховний комплекс «Загальноосвітня школа І-ІІІ ст.- ліцей», вчитель                   |
| Самовисування                                           |                               |                       |                    |                                               | |
| 10                                                      | Шевчук Людмила Володимирівна  | 01.11.2010            | вища               | позапартійна                                  | тимчасово не працює                                                                                           |
| 12                                                      | Поляков Володимир Дмитрович   | 01.11.2010            | середня спеціальна | член Народної партії                          | СТОВ «Перемога», інженер                                                                                      |
| 14                                                      | Шепітко Ольга Іванівна        | 01.11.2010            | середня спеціальна | член Народної партії                          | ветеринарний пункт с. Пиріжна, завідувач                                                                      |